# Dégagnac
 Dégagnac  es una comuna y población de Francia, en la región de Mediodía-Pirineos, departamento de Lot, en el distrito de Gourdon y cantón de Salviac.
Desde el 1 de enero de 1996 formó parte de la Communauté de communes du Pays de Salviac, hasta que en 2013 esta intercomunalidad se integró en la Communauté de communes Cazals-Salviac.

## Demografía
| 1 877 | 2 632 | 2 354 | 1 909 | 2 013 | 1 985 | 2 007 | 2 009 | 2 022 | 2 025 | 2 023 | 1 907 | 1 889 | 2 097 | 2 005 | 1 703 | 1 519 | 1 466 | 1 557 | 1 521 | 1 105 | 1 054 | 941 | 906 | 860 | 825 | 831 | 675 | 609 | 563 | 522 | 507 | 546 | 602 |
| Para los censos de 1962 a 1999 la población legal corresponde a la población sin duplicidades (Fuente: INSEE [Consultar]) |       |       |       |       |       |       |       |       |       |       |       |       |       |       |       |       |       |       |       |       |       |     |     |     |     |     |     |     |     |     |     |     |     |